# Centrale nucléaire de Vandellòs
La centrale nucléaire de Vandellòs est située à Vandellòs près de l'Hospitalet de l’Infant (Tarragone - Espagne).

## Description
La centrale comprenait initialement deux réacteurs n°1 et n°2 mais aujourd'hui seul le réacteur n°2 continue de fonctionner.
En novembre 1966, une société franco-espagnole est créée : L’HIFRENSA (Hispano-Francesa de Energia Nuclear SA), associant EDF et des producteurs catalans. Les gouvernements français et espagnols donnent leurs accords sur le projet.

### Vandellos I
Mis en service en 1972, d'une puissance de 480 MWt, le réacteur Vandellòs I a été construit à partir de 1967 à l'aide d'un transfert de la technologie française de l'uranium naturel graphite gaz.
Ce réacteur est alors la pièce maîtresse du Projet Islero de production de plutonium. L'Espagne est alors sous la dictature de Franco qui souhaite se procurer la bombe atomique avec l'aide de la France.
Ce réacteur a subi un incendie en octobre 1989 sur la turbine. Les pompiers sont venus et ont trop arrosé le bâtiment alternateur, les trois pompes du primaire situées en aval ont été noyées provoquant une surchauffe du réacteur qui n'était plus refroidi. L'incident très grave de niveau 3 sur l'échelle INES, ainsi que le coût très élevé de la réparation a conduit l'exploitant à décider la fermeture définitive. Le réacteur est en cours de démantèlement nucléaire.
Les déchets nucléaires du site faisaient, jusqu'à présent, l'objet d'un accord avec la Cogema. Cet accord a pris fin le 1er janvier 2011. Le centre ATC qui doit prendre la suite ne sera pas opérationnel. Le coût du traitement par la Cogema sera revalorisé de 30 % soient 21,5 M€ par an à la charge d'Enresa qui gère la fin de cycle en Espagne.

### Vandellòs II
Ce réacteur, dont la construction a démarré en 1981, a commencé son exploitation commerciale en 1988. C'est un réacteur à eau légère et du type REP (Réacteur à eau pressurisée). Le réacteur fournit une puissance de 2912 MWt (thermique) et 1087 MWe (électrique).La production annuelle d'électricité de la centrale équivaut à 30% de l'électricité consommée en Catalogne.
La centrale appartient à 72 % à Endesa et à 28 % à Iberdrola.
| Nom du réacteur | Modèle | Puissance Brute(MW) | Puissance Nette(MW) | Début de construction | Raccordement au réseau | Mise en service commerciale |
| --------------- | ------ | ------------------- | ------------------- | --------------------- | ---------------------- | --------------------------- |
| Vandellòs II    | WH 3LP | 1087                | 1047                | 29.12.1980            | 12.12.1987             | 08.03.1988                  |

- Production annuelle moyenne entre 2010 et 2022 :

| Année | Production Totale (GWh) |
| ----- | ----------------------- |
| 2010  | 8 498                   |
| 2011  | 7 034                   |
| 2012  | 7 718                   |
| 2013  | 7 742                   |
| 2014  | 8 824                   |
| 2015  | 7 478                   |
| 2016  | 7 650                   |
| 2017  | 8 997                   |
| 2018  | 5 009                   |
| 2019  | 7 383                   |
| 2020  | 8 875                   |
| 2021  | 7 848                   |
| 2022  | 7 897                   |

## Accidents
Un important incendie s'est déclaré le 24 août 2008 dans le générateur d’électricité de Vandellòs II. L'incendie a été éteint par les pompiers de la centrale en 2 heures environ.